# Exposición Universal de Barcelona (1888)
La Exposición Universal de Barcelona tuvo lugar entre el 8 de abril y el 9 de diciembre de 1888 en la ciudad de Barcelona. Además de la sección oficial, concurrieron un total de 22 países de todo el mundo, y recibió unos 2 240 000 visitantes.
La exposición se llevó a cabo en el Parque de la Ciudadela, anteriormente perteneciente al ejército y ganado para la ciudad en 1851. Las obras de la exposición supusieron la rehabilitación de toda una zona (el barrio de la Ribera) hasta entonces poco estimada por el pueblo barcelonés, a causa de la represión que los militares habían ejercido sobre la ciudad en numerosos momentos de su historia. Además, el incentivo de los actos feriales conllevó la mejora de las infraestructuras de toda la ciudad, que dio un enorme salto hacia la modernización y el desarrollo. Asimismo, supuso el banco de pruebas de un nuevo estilo artístico, el modernismo, que hasta principios del siglo XX fue el que imperó en las nuevas construcciones de la ciudad, especialmente entre la burguesía, y que dejó obras de gran valor artístico y monumental, convirtiendo a la Barcelona modernista, junto con la gótica, en el estilo más definitorio de la ciudad condal.

## Historia

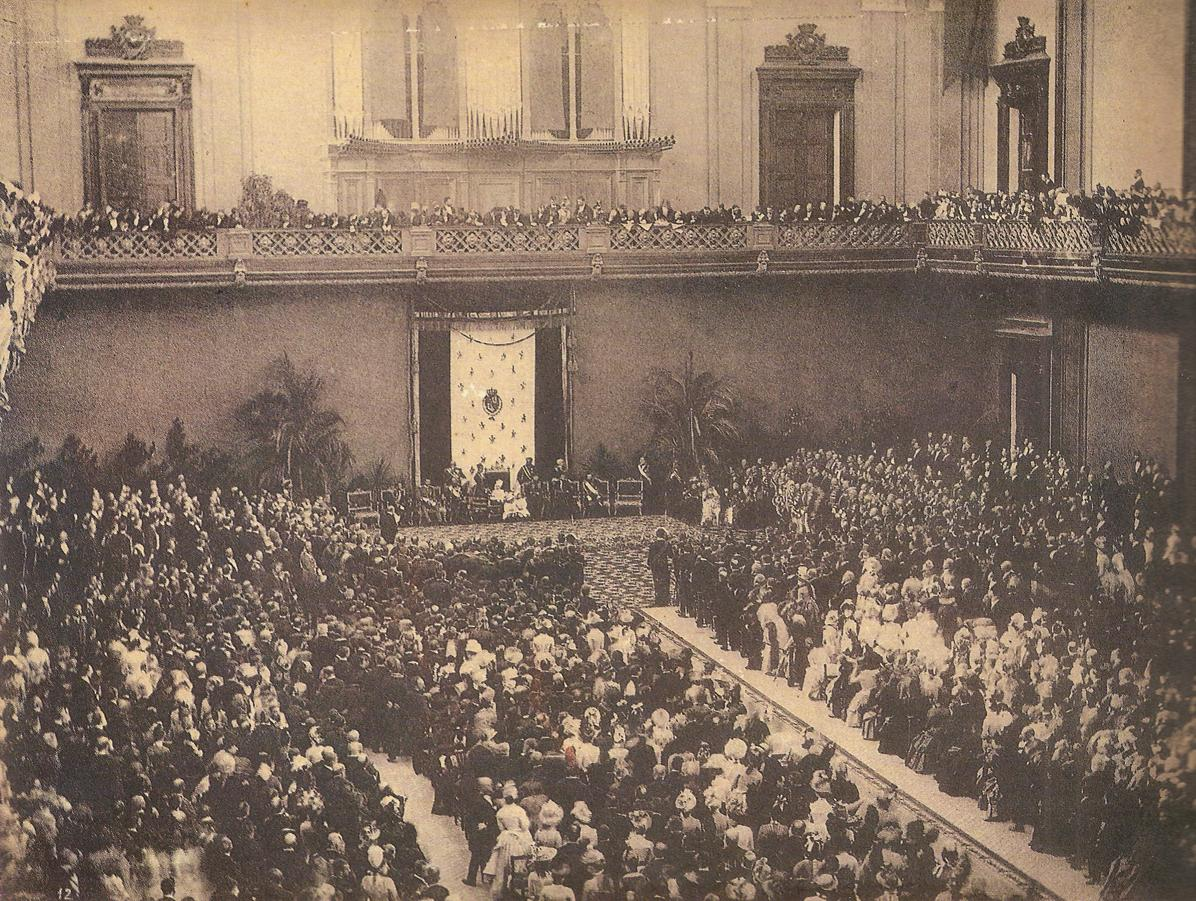
Acto de inauguración de la Exposición, el 20 de mayo de 1888.

La organización de la Exposición en la capital catalana fue el punto culminante de una larga y venturosa evolución en la sociedad catalana del siglo XIX, que tras los desastres políticos y económicos del XVIII empezaba una nueva singladura de progreso y prosperidad que hacía ver el futuro con optimismo. Cataluña fue pionera dentro de España de la Revolución Industrial, y en muchos casos fue la primera del territorio español en introducir las nuevas mejoras tecnológicas que iban surgiendo en el continente europeo: en 1818 se creó la primera empresa de diligencias; en 1836 el primer «vapor» (fábrica mecanizada); en 1848 el primer tren; en 1857 el primer barco de hierro. Barcelona fue la primera ciudad española en tener gas y electricidad, y fue sede de importantes industrias como la España Industrial y la Maquinista Terrestre y Marítima. En el ámbito de la cultura, igualmente, se produjo una revitalización de la lengua catalana, así como de su literatura, arte, música y demás expresiones culturales, en un fenómeno conocido como Renaixença.
En 1888 Barcelona tenía 450.000 habitantes y era la segunda ciudad más importante de España en el plano político —el país vivía entonces el período de la Restauración borbónica—, aunque la primera a nivel industrial. Por aquel entonces gobernaba Práxedes Mateo Sagasta bajo la regencia monárquica de María Cristina de Habsburgo-Lorena, viuda del rey Alfonso XII (fallecido en 1885) y madre de Alfonso XIII. Se suele considerar que la organización de la Exposición Universal de 1888 fue el reflejo de la buena relación entre la restaurada monarquía y la burguesía industrial catalana, que había apoyado el regreso monárquico, en busca de una paz social que permitiese el desarrollo económico.
Las Exposiciones Universales, iniciadas en Londres en 1851, vivían un momento de gran apogeo. Eran consideradas los mayores eventos políticos, económicos y sociales del mundo, en los que cada país exponía los avances tecnológicos, y hacía gala de su potencial económico e industrial. Organizar una Exposición era una oportunidad de desarrollo económico para la ciudad organizadora y de gran prestigio internacional. Entre las exposiciones celebradas anteriormente a la de Barcelona destacaron: la de Londres, de 1851; París, 1855; París, 1867; Viena, 1873; Filadelfia, 1876; París, 1878; y Melbourne, 1880.
La idea inicial de organizar una Exposición Universal en Barcelona la tuvo el empresario gallego Eugenio Serrano de Casanova. Pero ante la imposibilidad de Serrano de llevar a cabo el evento en solitario, asumió el proyecto el alcalde de Barcelona, Francisco de Paula Rius y Taulet, que se rodeó de un grupo de empresarios de la ciudad que, junto al alcalde, formaron el llamado Comité de los Ocho: además de Rius y Taulet (presidente) figuraban Elías Rogent (director general de las obras), Lluís Rouvière (director de los servicios públicos), Manuel Girona (comisario de la Exposición), Carles Pirozzini (secretario del certamen); y tres vocales: Manuel Durán y Bas, José Ferrer y Vidal y Claudio López Bru, 2.o Marqués de Comillas. Para tal propósito se inició la edición de un periódico que era el órgano oficial del comité organizador, llamado La Exposición, dirigido por Salvador Carrera, que surgió por primera vez el 27 de agosto de 1886 y se editó hasta el año de la Exposición.

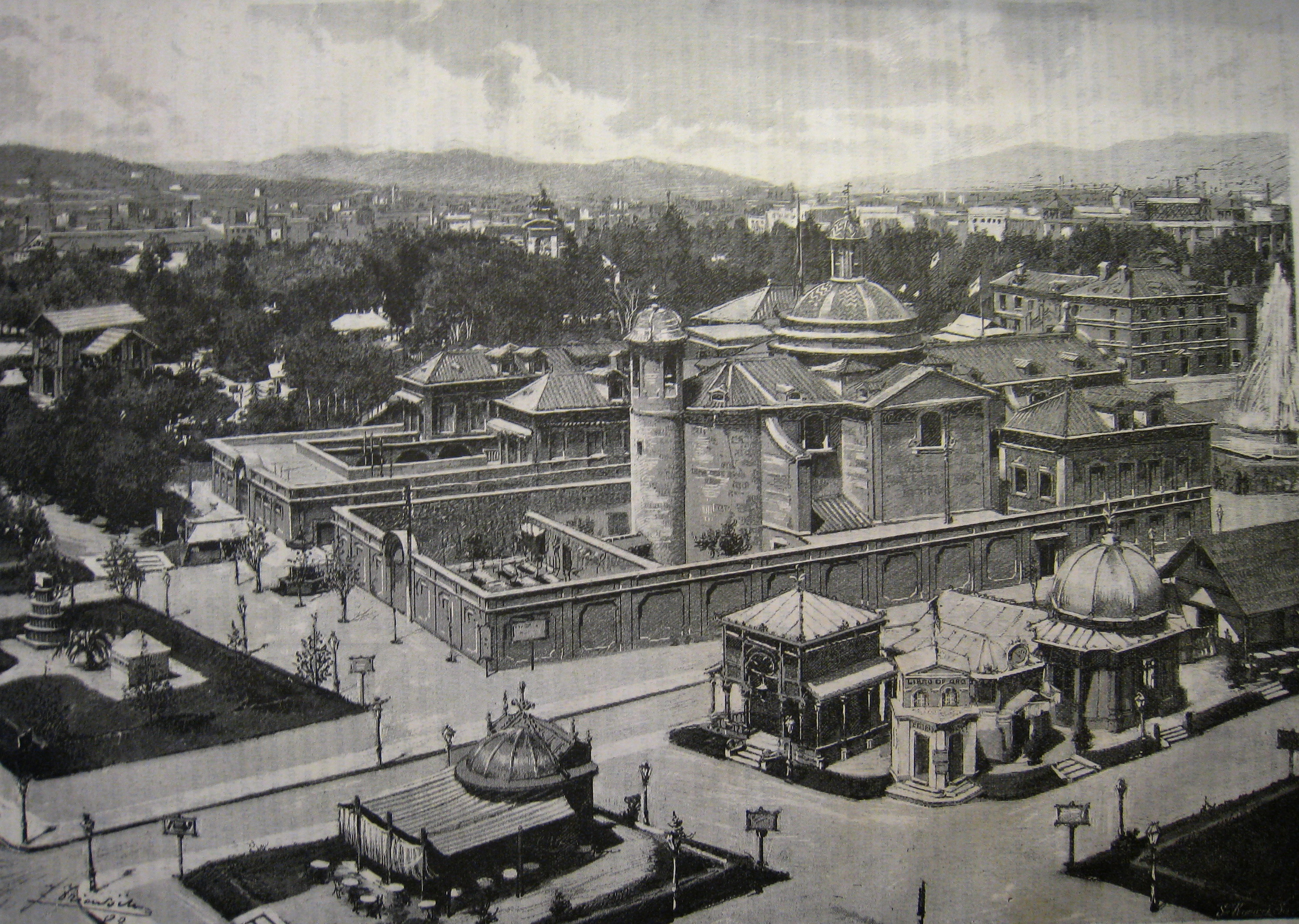
Vista general de la Exposición.

El certamen fue proyectado inicialmente para 1887, pero el retraso en la organización del evento provocó pasarlo al año siguiente, fecha que incluso fue un poco ajustada para concluirla satisfactoriamente, pero al estar prevista para 1889 una nueva exposición en París no se pudo relegar más. Aun así, la Exposición fue un éxito, gracias al buen hacer de la junta directiva, que supo difundir con inteligencia la idea del proyecto por toda Europa y América, creando una serie de delegaciones en diversas ciudades tanto de España como del extranjero. También llegaron a Barcelona desde 1886 numerosas comisiones extranjeras, especialmente de periodistas interesados en la organización del evento. Así se fue forjando un clima de gran optimismo por el éxito de la Exposición, como se demuestra en un artículo publicado en el diario madrileño La Época el 12 de agosto de 1886: «desde el momento en que Cataluña entera apoya tan elevado pensamiento, no puede dudarse ya del éxito. Los catalanes, cuyo carácter emprendedor, laborioso y reflexivo, es justamente celebrado, sabrán dar ahora un nuevo testimonio de su incansable perseverancia».

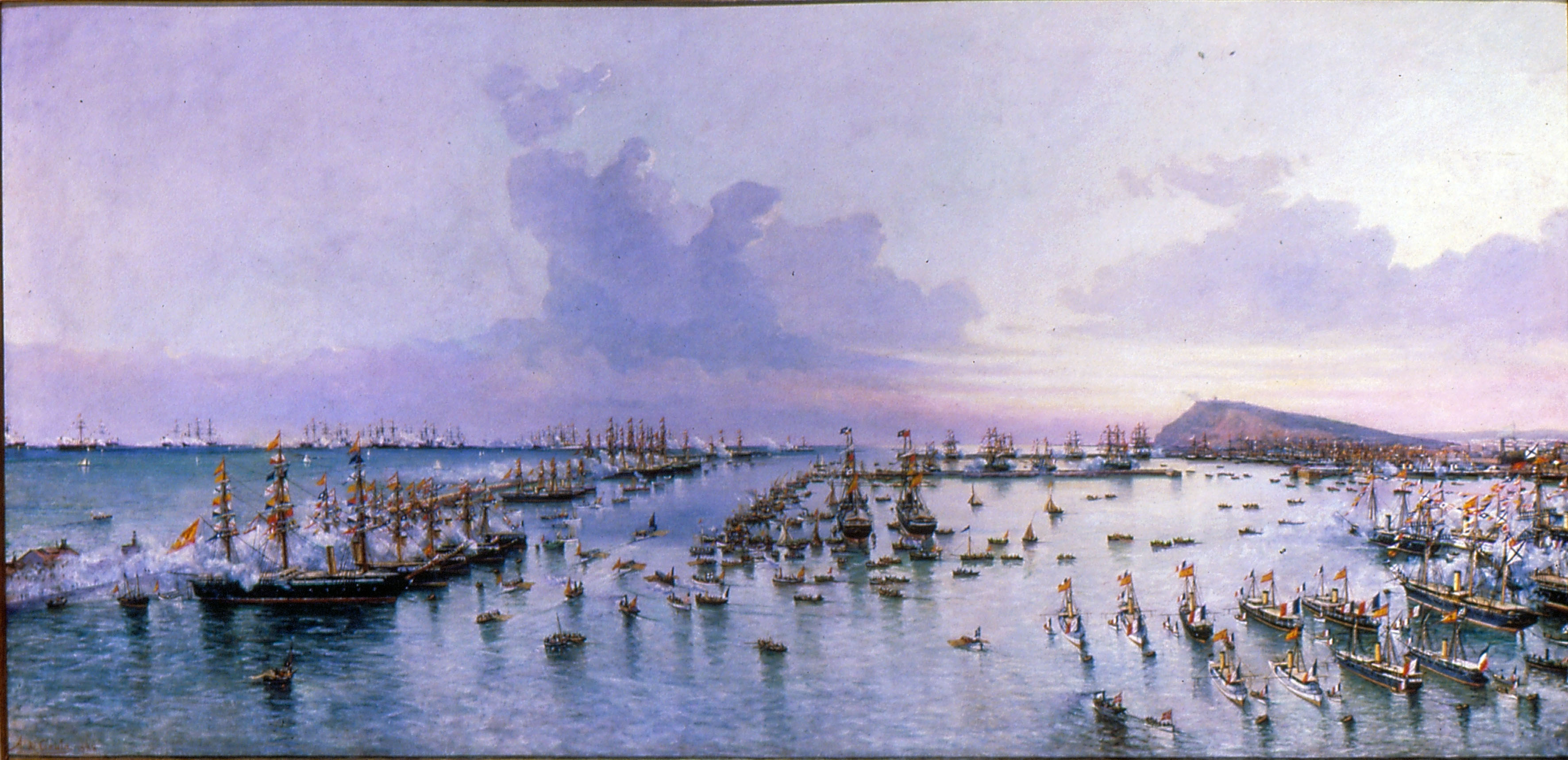
Revista pasada por S.M. la Reina Regente Doña María Cristina a las escuadras nacionales y extranjeras, reunidas en el puerto de Barcelona con motivo de celebrarse la Exposición Universal en mayo de 1888, óleo de Antonio de Caula y Concejo, Palacio del Senado de España (Madrid).

La Exposición fue abierta al público el 8 de abril de 1888, con la presencia de las autoridades barcelonesas y una bendición efectuada por el obispo de Barcelona, Jaime Catalá y Albosa. Sin embargo, la inauguración oficial tuvo lugar el 20 de mayo de 1888, y fue presidida por el rey Alfonso XIII —que entonces tenía dos años—, la reina regente María Cristina, la princesa de Asturias María de las Mercedes, el presidente del gobierno Práxedes Mateo Sagasta y el alcalde de Barcelona Francisco de Paula Rius y Taulet. Otras personalidades asistentes al acto fueron: el duque de Edimburgo, el duque de Génova, los príncipes Eduardo de Gales y Ruperto de Baviera, los ministros de la Guerra, Fomento y Marina, el capitán general Marqués de Peña Plata, y diputados, senadores, miembros del Ayuntamiento de Barcelona y delegaciones diplomáticas.
Durante el transcurso de la Exposición, además de lo expuesto en el recinto ferial, se celebraron numerosos actos y eventos públicos, fiestas, conciertos, representaciones teatrales y operísticas, desfiles militares, procesiones religiosas, carreras de caballos y otros eventos deportivos, actos culturales (los Juegos Florales de ese año se celebraron en el Palacio de Bellas Artes), y demás celebraciones. También se celebraron diversos congresos, como el Jurídico, el de Economía, Pedagogía, Arqueología, Farmacia, Ciencias Médicas, etc.
La clausura tuvo lugar el 9 de diciembre de 1888, iniciada con un Te Deum oficiado en la Catedral, seguido de una comitiva oficial que se trasladó desde el Ayuntamiento hasta el recinto ferial, donde se celebró el acto final del evento, en el Palacio de Bellas Artes, con varios discursos leídos por el alcalde Rius y Taulet y el comisario y el secretario de la exposición, Manuel Girona y Carles Pirozzini. Posteriormente, en el Palacio de la Industria, el cónsul de Francia leyó un discurso en agradecimiento de las delegaciones extranjeras. Por último, el secretario Pirozzini entregó la llave de la puerta principal del Palacio de la Industria al comisario Girona, y la de la Exposición al alcalde Rius y Taulet, tras lo que sonó el himno de la Exposición y se lanzaron fuegos artificiales. La clausura finalizó con una cena para las autoridades servida en el Consistorio.
El evento fue un éxito indudable, con un total de 12.223 expositores y una afluencia de público de 2.240.000 visitantes. El certamen demostró una gran capacidad organizadora por parte de las autoridades y las instituciones y empresas públicas y privadas de la ciudad condal, y sentó las bases de una ciudad moderna e integrada con Europa, a la altura de las grandes ciudades que habían celebrado exposiciones hasta aquel entonces. Económicamente también fue un éxito: 5.624.657 pesetas de gastos, frente a 7.657.000 de ingresos.

## El recinto

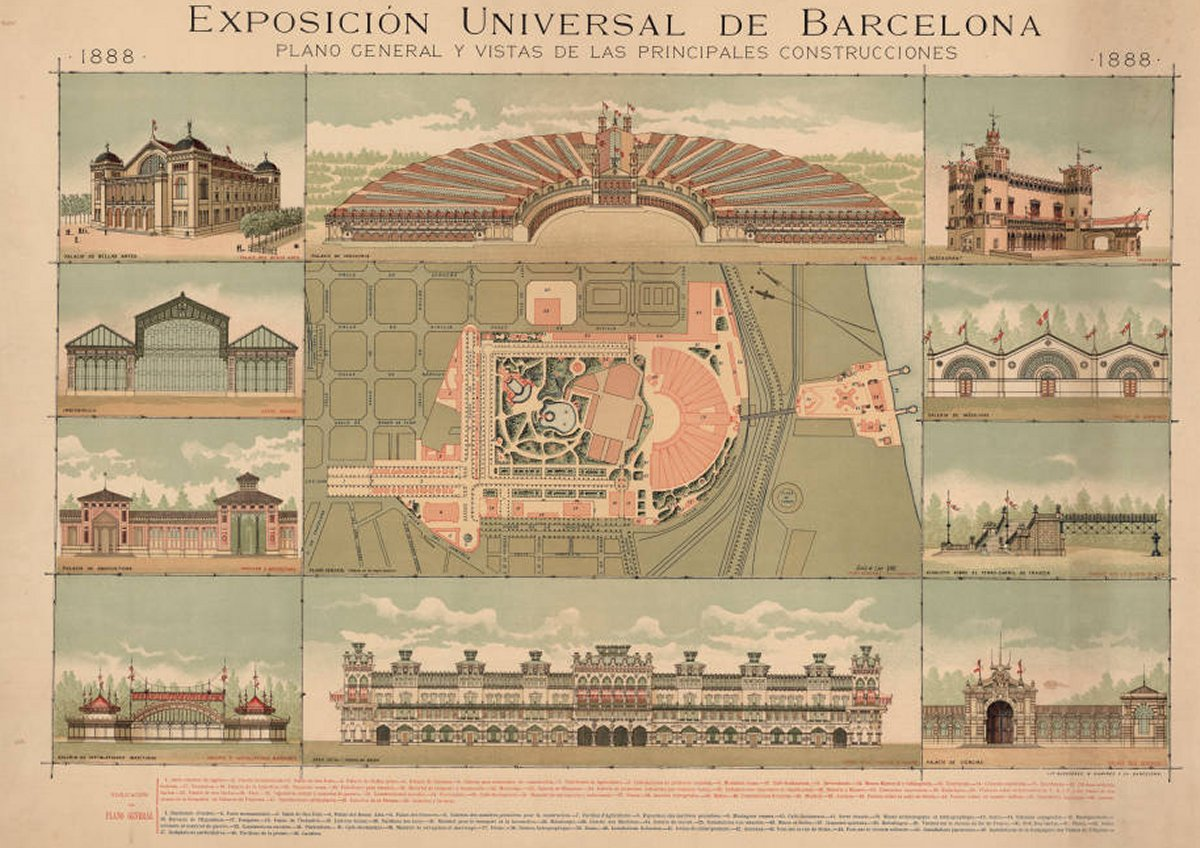
Exposición Universal de Barcelona 1888: plano general y vistas de las principales construcciones.

La Exposición se desarrolló en un recinto de 450.000 m² que englobaba la superficie desde el Arco del Triunfo (construido como entrada al recinto), el Parque de la Ciudadela, el zoológico, y parte de la actual Estación de Francia hasta el lugar donde hoy se ubica el Hospital del Mar, en La Barceloneta. El precio de la entrada era de una peseta, y había abonos de 25 pesetas para entrar durante toda la Exposición.
La parte central de la Exposición se ubicaba en la zona de la antigua Ciudadela, una fortaleza construida por orden de Felipe V para dominar la ciudad tras la Guerra de Sucesión Española, en la que Cataluña había estado en el bando del contrincante de Felipe, Carlos de Austria. El proyecto fue encargado al ingeniero militar de origen flamenco Joris Prosper Van Verboom, y realizado entre 1716 y 1718. Para su construcción fue necesario derrocar parte del barrio de la Ribera, para lo que se derribaron 1200 casas y se desalojó a unas 4500 personas, que no recibieron indemnización alguna y fueron abandonadas a su suerte, de ahí la posterior inquina de la población a este baluarte. En el siglo XIX Barcelona dejó de ser considerada plaza fuerte y por fin, gracias a la Revolución de 1868, se procedió a la demolición de la Ciudadela, de la que solo quedaron la capilla (actual Parroquia Castrense), el palacio del gobernador (actualmente un instituto de educación secundaria, el IES Verdaguer) y el arsenal, que fue restaurado por Pedro Falqués y actualmente es sede del Parlamento de Cataluña.
El proyecto de remodelación del parque de la Ciudadela se encargó a José Fontseré en 1872, quien proyectó unos amplios jardines para esparcimiento de los ciudadanos, bajo el lema «los jardines son a las ciudades lo que los pulmones al cuerpo humano». Fontseré se inspiró en jardines europeos como los de William Rent en Inglaterra, André Le Nôtre en Francia, o las villas de recreo de Roma y Florencia, y junto con la zona verde proyectó una plaza central y un paseo de circunvalación, así como una fuente monumental y diversos elementos ornamentales, dos lagos y una zona de bosque, además de diversos edificios auxiliares e infraestructuras, como el Mercado del Borne, un matadero, un puente de hierro sobre las líneas de ferrocarril y varias casetas de servicios.

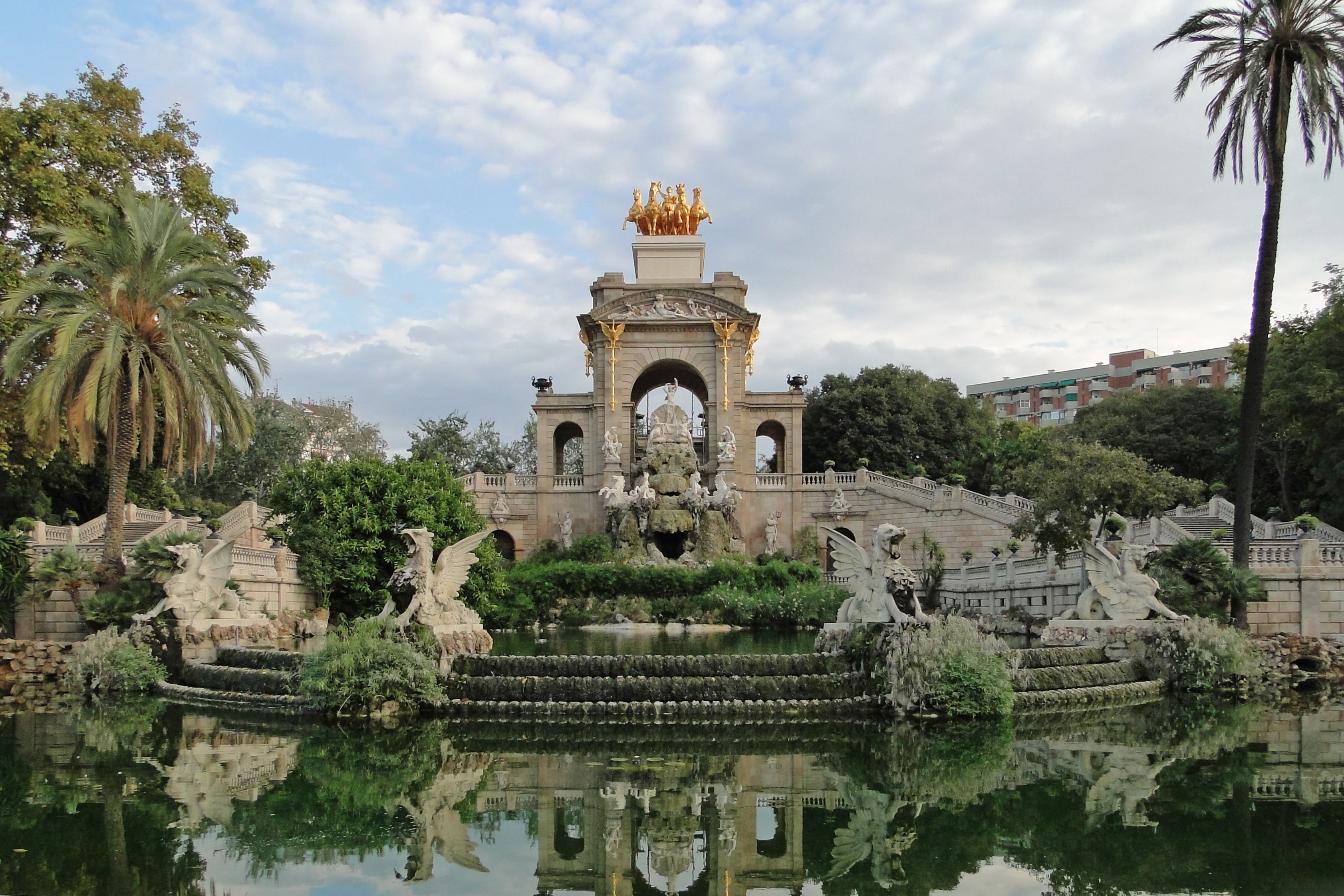
Cascada Monumental del Parque de la Ciudadela.

Fontseré contó con la colaboración de Antoni Gaudí, que intervino en el proyecto de la Cascada Monumental, uno de los puntos neurálgicos del parque. Gaudí realizó el proyecto hidráulico y diseñó una gruta artificial debajo de la Cascada. El monumento destaca por su profusión escultórica, en la que intervinieron varios de los mejores escultores del momento: destaca el grupo de La Cuadriga de la Aurora, de Rossend Nobas, así como El nacimiento de Venus, de Venancio Vallmitjana; el frontón es obra de Francisco Pagés Serratosa; otras esculturas del conjunto son: Anfítrite, de Josep Gamot; Neptuno y Leda, de Manuel Fuxá; y Dánae, de Joan Flotats. Asimismo, Rafael Atché realizó los cuatro grifos que expulsan agua por la boca, en la parte inferior del monumento.

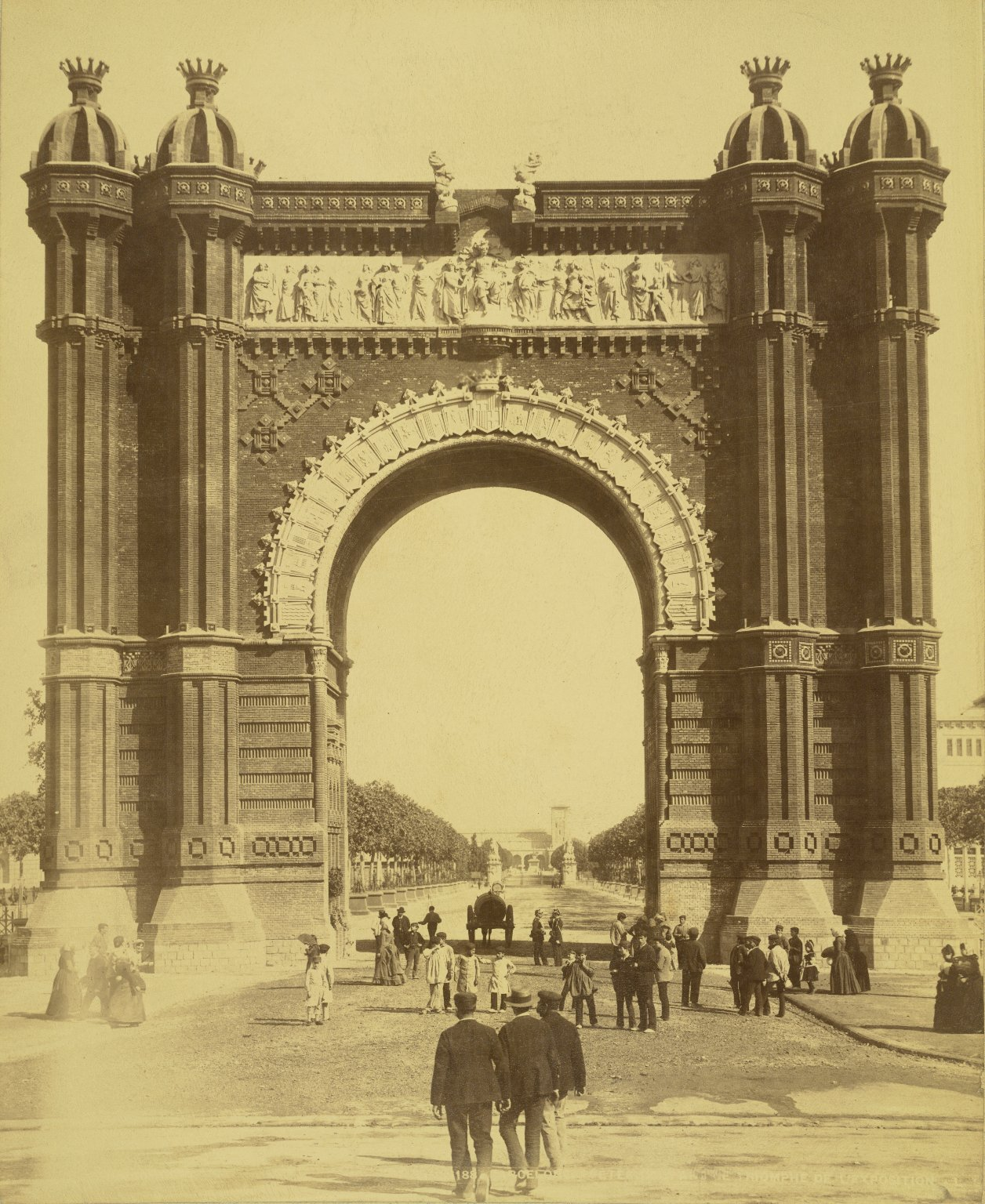
El Arco del Triunfo se construyó como puerta de entrada al recinto de la Exposición.

La entrada a la Exposición se efectuaba a través del Arco de Triunfo, un monumento creado para la ocasión que aún permanece en su lugar original, diseñado por José Vilaseca. De inspiración neomudéjar, tiene una altura de 30 metros,  y está decorado con una rica ornamentación escultórica, obra de diversos autores: Josep Reynés esculpió en el friso superior Barcelona recibe las naciones; Josep Llimona realizó en el reverso de la parte superior el Reparto de recompensas a los participantes de la Exposición; en el lado derecho Antoni Vilanova confeccionó las alegorías de la Industria, la Agricultura y el Comercio; en el izquierdo, Torquat Tasso elaboró las alegorías a las Ciencias y las Artes; por último, Manuel Fuxá y Pere Carbonell crearon cuatro esculturas femeninas, las Famas.
A continuación venía el Salón de San Juan (actual Paseo de Lluís Companys), una larga avenida de 50 metros de ancho, donde destacaban las balaustradas de hierro forjado, los mosaicos del pavimento y unas grandes farolas, todo ello diseñado por Pedro Falqués. A lo largo de este paseo se colocaron ocho grandes estatuas de bronce que representaban personajes ilustres de la historia de Cataluña: Wifredo el Velloso (obra de Venancio Vallmitjana), Roger de Lauria (de Josep Reynés), Bernat Desclot (Manuel Fuxá), Rafael Casanova (Rossend Nobas), Ramón Berenguer I (Josep Llimona), Pere Albert (Antoni Vilanova), Antoni Viladomat (Torquat Tasso) y Jaume Fabre (Pere Carbonell). En 1914 la estatua de Casanova fue trasladada a la Ronda de San Pedro (esquina Alí Bey) y sustituida por otra dedicada a Pau Claris, obra de Rafael Atché. Durante la Guerra Civil seis estatuas fueron retiradas, y solo quedaron en su ubicación original las de Roger de Llúria y Antoni Viladomat; cinco fueron fundidas en 1950 para la imagen de la Virgen de la Merced de la basílica homónima, mientras que la de Pau Claris, guardada en un almacén municipal, fue reinstaurada en 1977. Igualmente, al final del paseo se erigieron dos grandes grupos escultóricos que representaban el Comercio y la Industria, obra de Agapito Vallmitjana; otros dos, dedicados a la Agricultura y la Marina, fueron ubicados en otra entrada al recinto (Avenida Marquès de l'Argentera), obra de Venancio Vallmitjana.
El primer edificio tras el acceso por el Arco de Triunfo era el Palacio de Bellas Artes, obra de Augusto Font Carreras, de estilo neoclásico, con unas medidas de 88 metros de largo por 41 de ancho y 35 de altura. La fachada presentaba un pórtico con columnas, y estaba flanqueado en las esquinas por cuatro torres con cúpulas, coronadas por una representación de la Fama. El espacio principal del edificio era una gran sala central, de 50 x 30 m., donde se realizaron los principales actos oficiales, incluyendo la inauguración y la clausura, así como exposiciones artísticas, conciertos y eventos culturales. Tras la exposición, siguió abierto hasta 1942. En el lado opuesto se ubicaba el Palacio de Ciencias, obra de Pedro Falqués, de estilo neogriego, donde también se hallaba una gran sala para celebrar congresos.

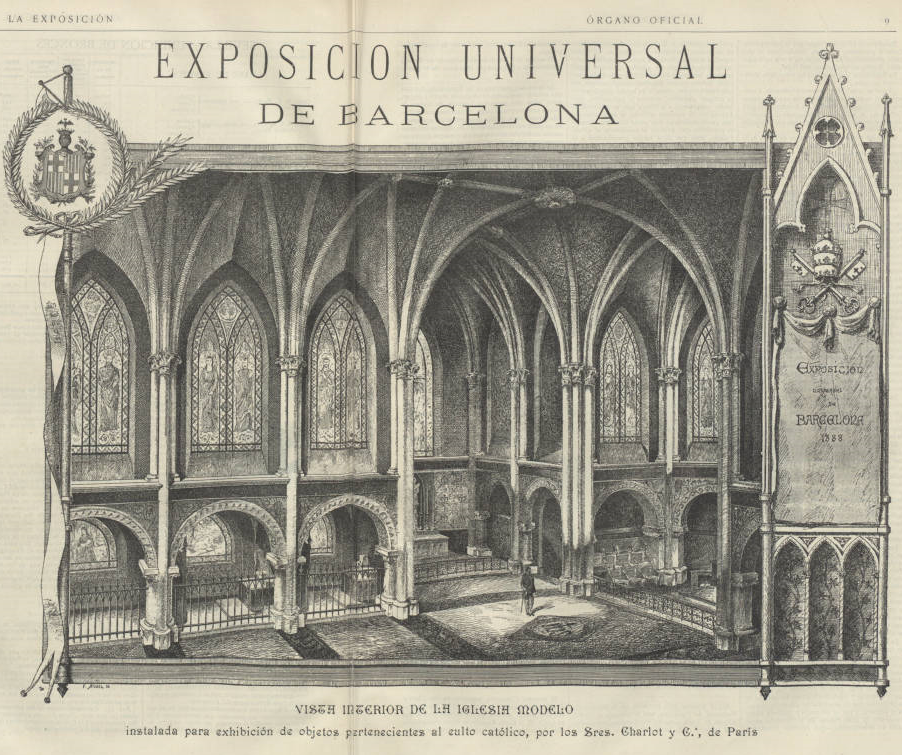
Interior de la Iglesia Modelo.

Una vez pasados estos dos edificios se accedía al recinto propiamente dicho, en cuya entrada destacaba la Cascada Monumental, a cuya derecha se hallaba el restaurante (conocido como Castillo de los Tres Dragones y actual Museo de Zoología), obra de Lluís Domènech i Montaner, de estilo neogótico pero con unas innovadoras soluciones estructurales que apuntaban ya al modernismo, especialmente por la utilización del hierro y el ladrillo visto. A su lado se encontraban el Círculo del Liceo y el Invernáculo, obra de Josep Amargós, realizado en hierro y vidrio siguiendo el ejemplo del Crystal Palace de la Exposición de Londres de 1851. A continuación venían el Museo Martorell de Geología, de Antonio Rovira y Trías; el Umbráculo, de José Fontseré; y una iglesia llamada Iglesia Modelo —diseñada por el arquitecto francés Émile Juif—, porque pretendía servir de referencia para las construcciones religiosas del futuro, cometido este que no llegó a cumplir. En esta zona se situaban también el Pabellón de la Prensa, obra de Jaume Comerma i Torrella, y el Pabellón de las Colonias Españolas, de Jaume Gustà, que presentaba artículos de Cuba, Puerto Rico, Filipinas y Fernando Poo.

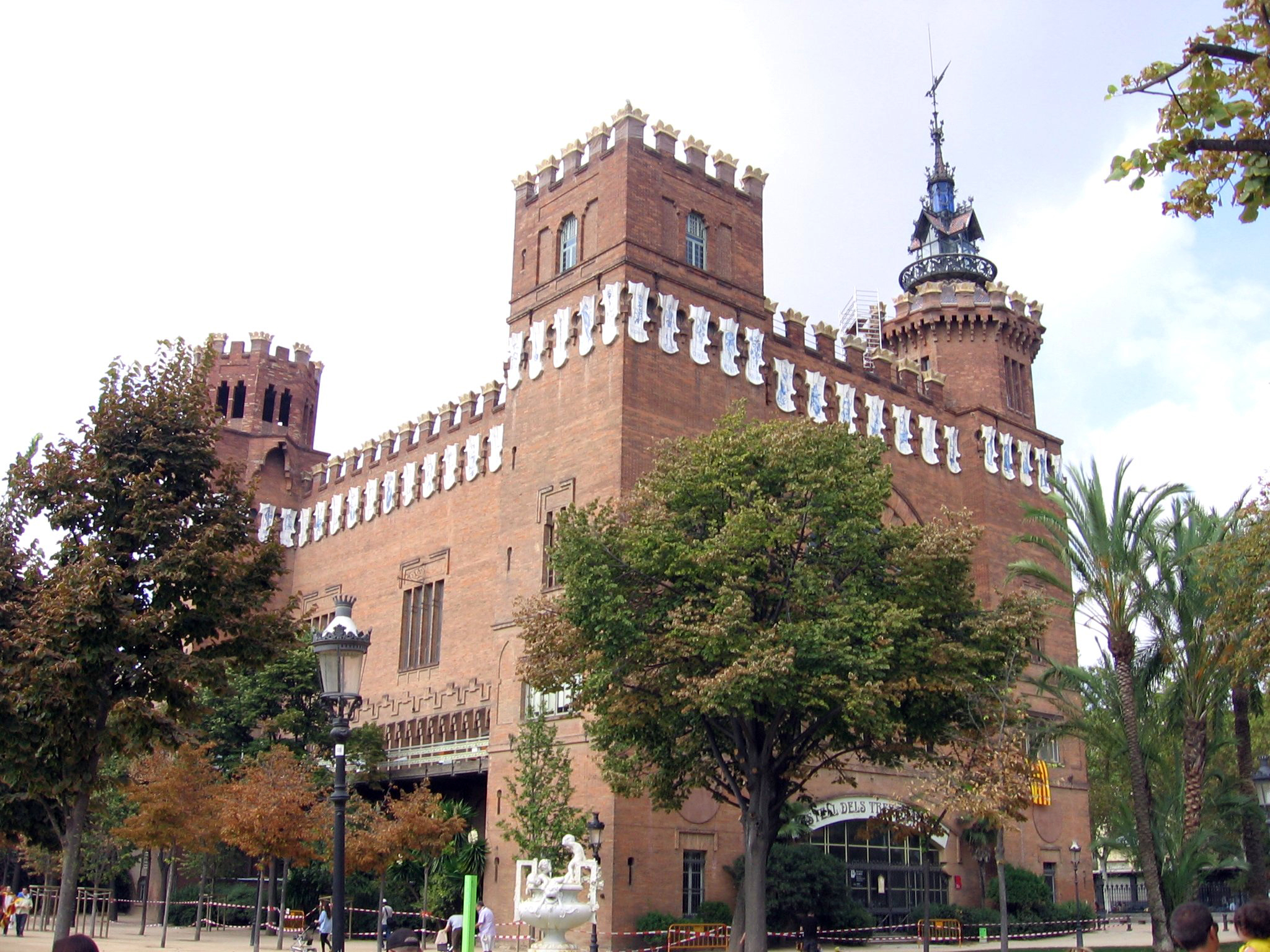
El Castillo de los Tres Dragones, actual Museo de Zoología, obra de Lluís Domènech i Montaner.

La zona central del recinto se correspondía con la antigua plaza de armas de la Ciudadela, donde destacaba la Fuente Mágica, una de las grandes atracciones de la Exposición, obra de Josep Torres i Argullol junto a la compañía The Anglo-American Brush Electric Corporation, que combinaba los saltos de agua con el juego de luces eléctricas, lo que producía un gran espectáculo nocturno que maravilló a los visitantes, según recogen los periódicos de la época. Esta fuente daba acceso al principal edificio de la exposición, el Palacio de la Industria, obra de Jaume Gustà i Bondia, que recogía las secciones extranjeras de la exposición. Tenía forma de abanico, con una serie de galerías concéntricas que formaban trece naves rectangulares, de 120 x 21 m. y 19 de altura —excepto la nave central, de mayores proporciones (132x40 y 28 de alto)—, las cuales creaban a su vez otras doce naves en forma de triángulo isósceles. El edificio tenía una superficie de 70.000 m², y estaba flanqueado por dos torres de 48 metros de altura, que alojaban en su parte superior dos grandes focos eléctricos. El palacio fue desmantelado en 1930, y en su lugar se encuentra actualmente el Zoo de Barcelona. Frente a este palacio se hallaba la Estatua ecuestre del General Prim, obra de Lluís Puiggener, que aún se encuentra en su ubicación original —destruida en 1936, fue restaurada por Frederic Marès—.
En el Palacio de la Industria se ubicaban las delegaciones internacionales, que mostraban los principales aspectos culturales y económicos de cada país. De las 25 naves de este palacio doce estaban ocupadas por la sección oficial del país anfitrión, España, y de estas cinco naves estaban reservadas a Barcelona y provincia. La nave central, la más grande, albergaba las instalaciones gubernamentales, incluida la de la Casa Real, que exponía diversas obras de arte entre las que destacaban El carro de heno y El Jardín de las Delicias de El Bosco, cedidos temporalmente por el Museo del Prado.
| Países participantes | Países participantes | Países participantes | Países participantes |
| -------------------- | -------------------- | -------------------- | -------------------- |
| Alemania             | Austria-Hungría      | Bélgica              | Bolivia              |
| Canadá               | Chile                | China                | Ecuador              |
| Estados Unidos       | Francia              | Honduras             | Italia               |
| Japón                | Países Bajos         | Paraguay             | Portugal             |
| Reino Unido          | Rusia                | Suiza                | Turquía              |
| Uruguay              |                      |                      |                      |

El Palacio de la Industria ponía fin a la Ciudadela en sí, en cuyo límite yendo hacia el mar se hallaban las líneas de ferrocarril que conectaban con el norte —donde más adelante se construyó la Estación de Francia—, pero aquí se instaló un puente (llamado Puente de la Marítima) que permitió conectar con los terrenos de la vertiente mar, que fueron ganados para la Exposición. En esta zona se situaron diversos edificios, como el Pabellón de la Compañía Trasatlántica, obra de Antoni Gaudí, en estilo nazarí granadino, con arcos de herradura y decoración de estuco; subsistió hasta la apertura del Paseo Marítimo de Barcelona en 1960. Otros pabellones de la denominada Sección Marítima fueron los de Administración Militar, Asilo Naval, Salvamento de náufragos, Efectos Navales, Minería, Electricidad y la Vaquería Suiza, actualmente una escuela. Asimismo, en el Paseo de Colón se erigió el Hotel Internacional, obra de Lluís Domènech i Montaner, construido en el tiempo récord de 69 días. Tenía planta y tres pisos, y ocupaba un solar de 5.000 m². Con capacidad para 2.000 huéspedes, fue concebido como instalación temporal para acoger a los visitantes. Fue derruido tras la finalización de la Exposición.
Otros edificios menores del recinto fueron: la Horchatería Valenciana, el Café Turco, el Pabellón Balneológico (especializado en productos químicos y farmacéuticos), el de Audouard y Compañía (fotógrafo oficial de la exposición), el de Aguas Azoadas, el de American Soda Water, el Pabellón de Sevilla, el del Marqués de Campo y el de Tabacos de Filipinas. También había una estación geodésica de la Comisión Hidrográfica de la Península, así como un globo cautivo —que ascendía hasta 200 metros de altitud— y unas montañas rusas, que junto con la Fuente Mágica fueron las grandes atracciones de la exposición.
La mayoría de los edificios de la Exposición han desaparecido: tan solo permanecen el Arco del Triunfo, el Castillo de los Tres Dragones, el Museo de Geología, el Invernáculo, el Umbráculo, y una parte de la llamada Galería de las Máquinas, hoy ocupada por los servicios del zoo.
Una leyenda popular asegura que el ingeniero francés Gustave Eiffel ofreció construir la torre que había diseñado (Torre Eiffel) para la Exposición; pero no fue Eiffel, sino el ingeniero tolosano J. Lapierre quien presentó un proyecto de una torre de madera de 200 metros. También presentó un proyecto de torre —llamada Torre Condal— el arquitecto barcelonés Pedro Falqués, igualmente de 200 metros de altura, construida en piedra, ladrillo y hierro. A pesar del interés inicial, ninguno de los dos proyectos tiró adelante por razones presupuestarias.
Fuera del recinto también se realizó alguna construcción efímera vinculada al evento, como el monumental arco de triunfo situado en la Gran Vía de las Cortes Catalanas, cerca de la plaza de Tetuán. Con una altura de 20 m, estaba coronado por un grupo escultórico de Rossend Nobas, con unas figuras alegóricas de Barcelona, el Comercio y la Industria.

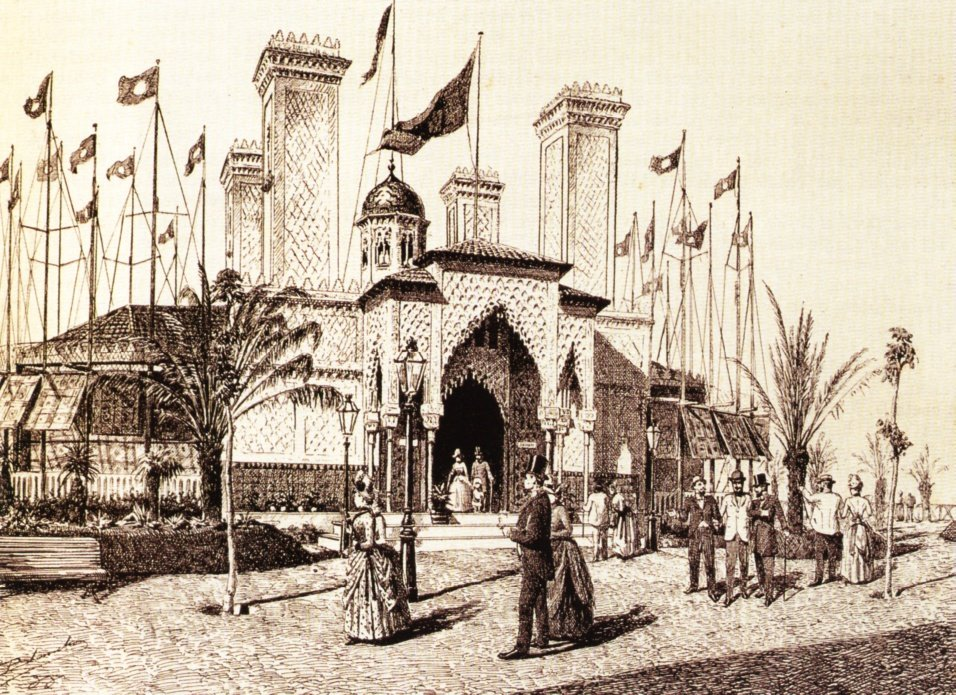
Pabellón de la Compañía Trasatlántica, de Antoni Gaudí.
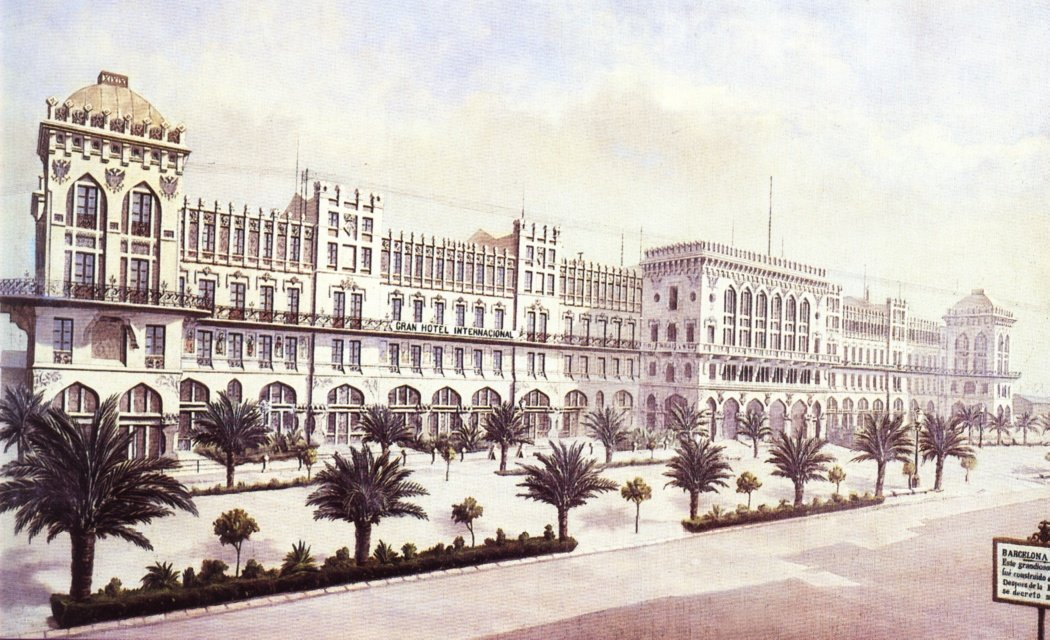
Gran Hotel Internacional, de Lluís Domènech i Montaner.
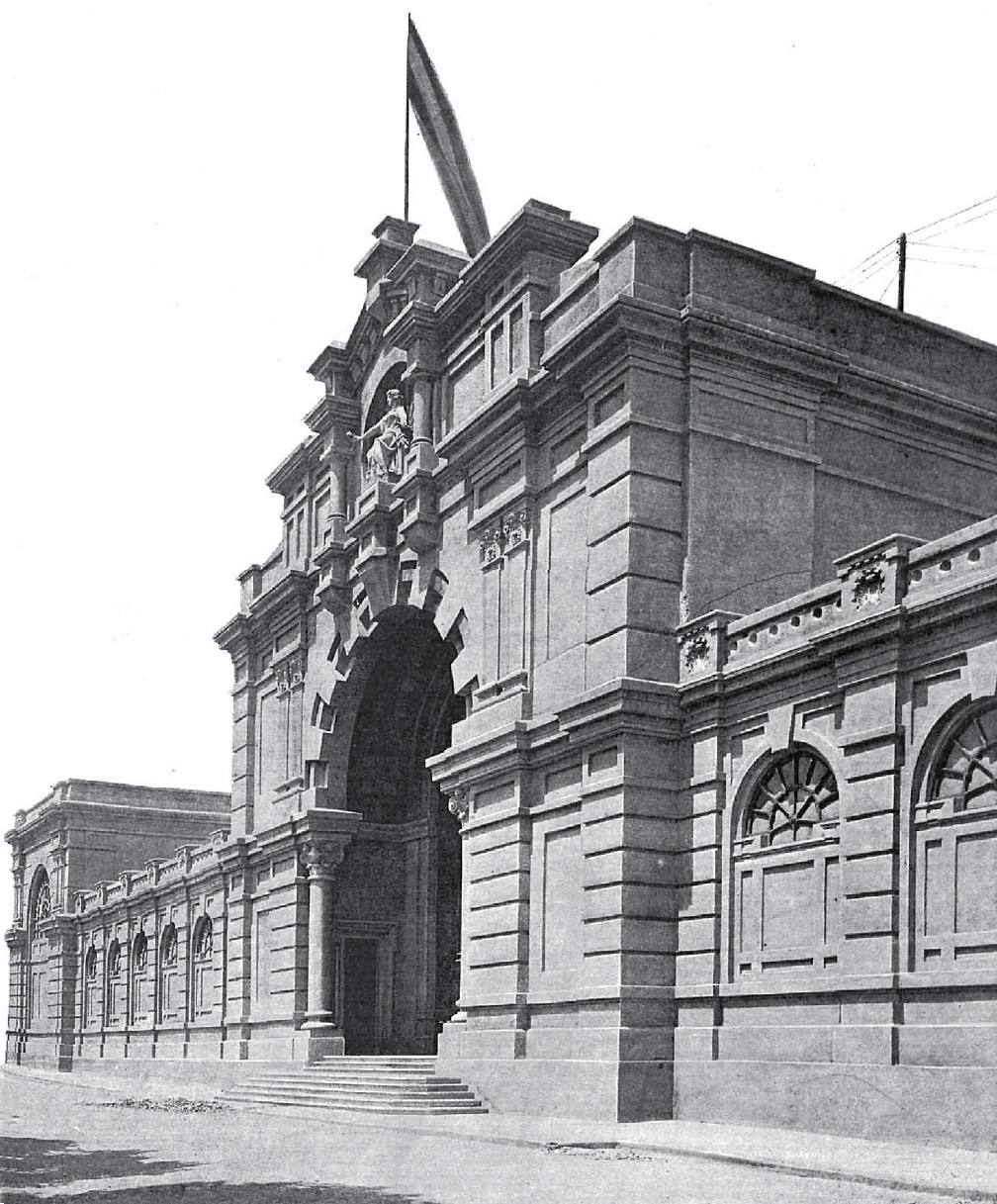
Palacio de las Ciencias, de Pedro Falqués.
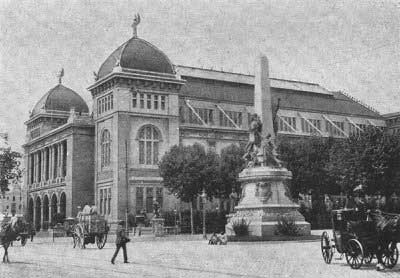
Palacio de Bellas Artes, de Augusto Font Carreras.
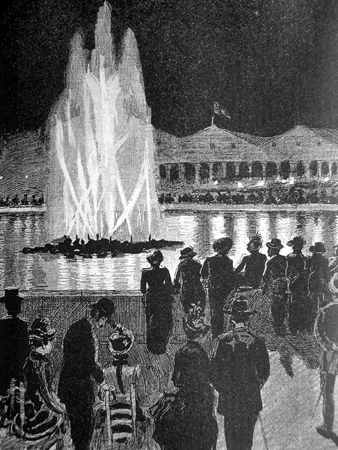
Fuente Mágica.
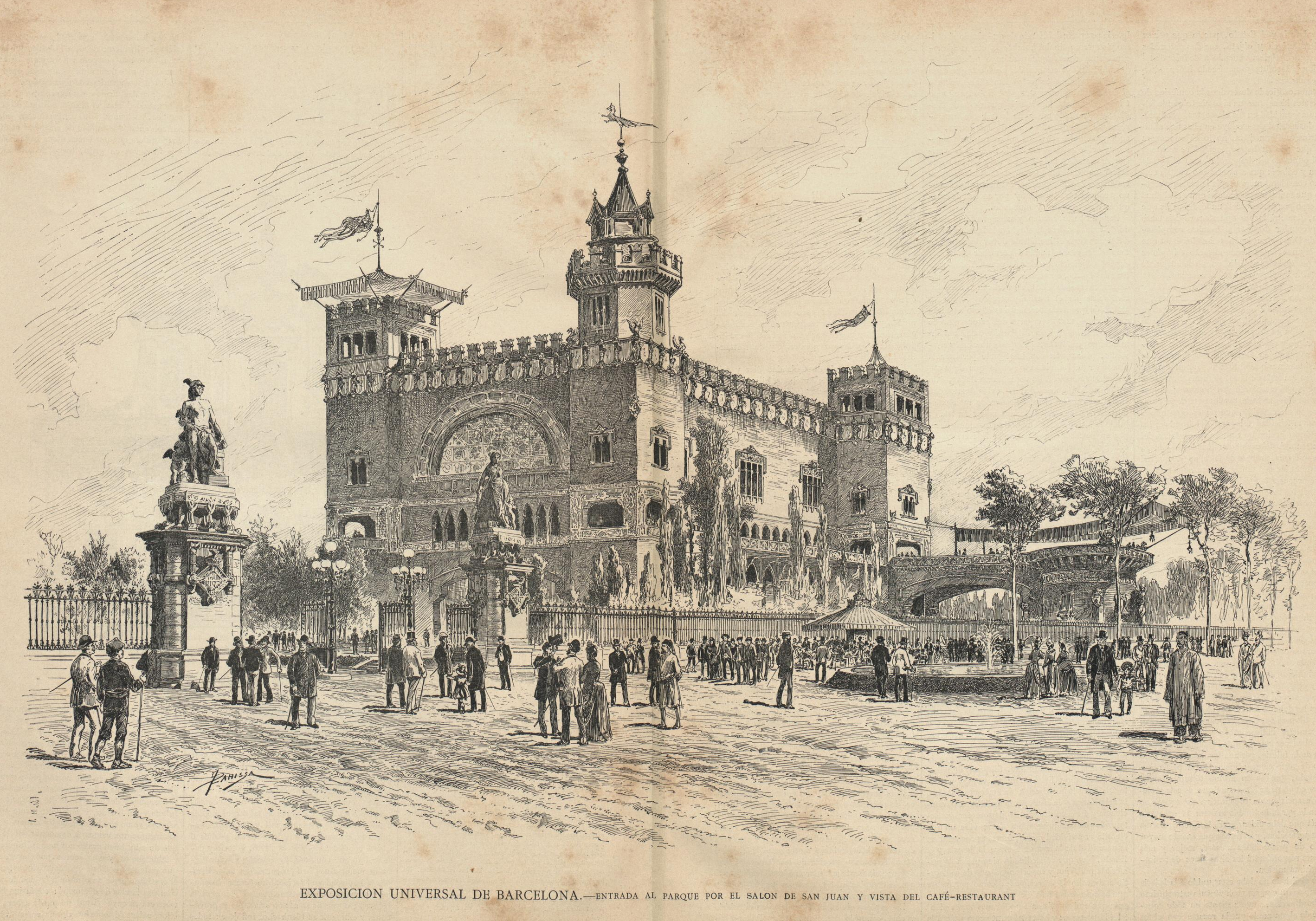
Entrada al parque por el Salón de San Juan y vista del Café-Restaurant.
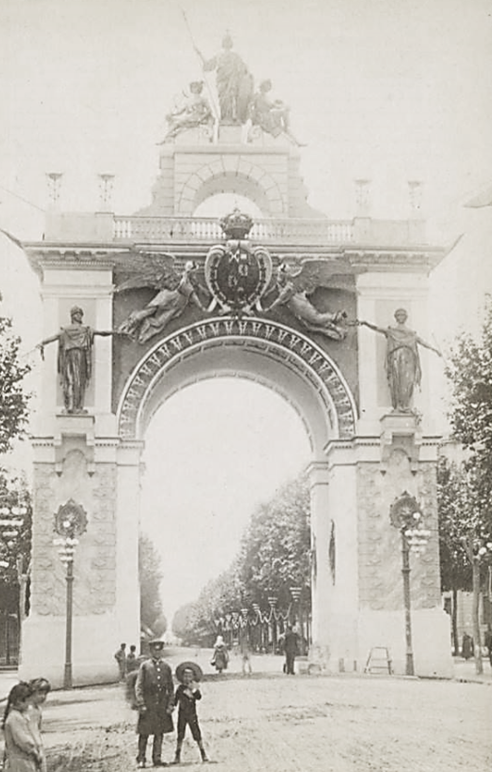
Arco triunfal de la Gran Vía.

## Mejoras en Barcelona

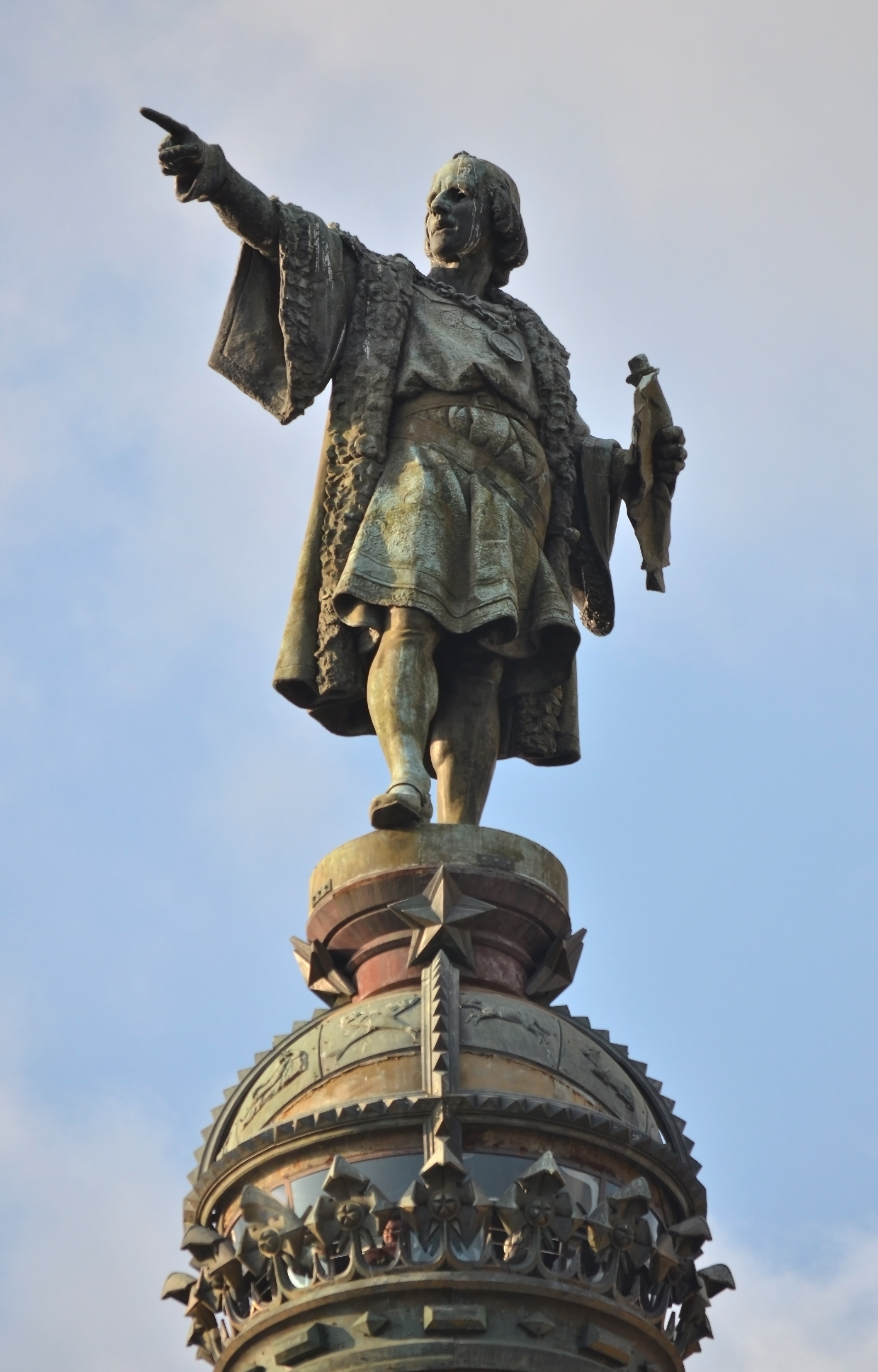
Monumento a Colón.

Pese a que las actividades de la Exposición se desarrollaron en el interior del recinto ferial, el evento contribuyó a la mejora de Barcelona en general. Por una parte, la celebración de la Exposición sirvió como acicate para finalizar obras iniciadas muchos años antes y que habían quedado inacabadas y, por otra, se aprovechó para poner en marcha nuevas infraestructuras y servicios que no solo mejorasen la vida de los ciudadanos, sino que dieran una imagen de modernidad de la ciudad a ojos de los visitantes. 
Algunas de las novedades que trajo consigo la Exposición de 1888 fueron:
- Urbanización del Parque de la Ciudadela, que tras la finalización de la Exposición se convirtió en el parque más grande de la ciudad.
- Se finalizó la urbanización de todo el frente marítimo de la ciudad, entre el Parque de la Ciudadela y Las Ramblas, a través de la construcción del Paseo de Colón y un nuevo muelle: el actual Moll de la Fusta (Muelle de la Madera).
- Se construyó el Palacio de Justicia, en el paseo de Lluís Companys, obra de Enric Sagnier y José Doménech Estapá.
- Se construyó el Monumento a Colón en la plaza del Portal de la Paz, punto de unión del Paseo de Colón y la Rambla, obra de Cayetano Buigas; la escultura fue obra de Rafael Atché. El monumento se inauguró el 1 de junio de 1888, en plena celebración de la Exposición.
- Se instalaron Las Golondrinas, embarcaciones de recreo que salían frente a la estatua de Colón y ofrecían un paseo marítimo a los visitantes.[29]
- Se dotó de iluminación eléctrica a las primeras calles de Barcelona (La Rambla, Paseo de Colón, Plaza de San Jaime e interior del recinto de la Exposición).[30]

## Consecuencias de la Exposición

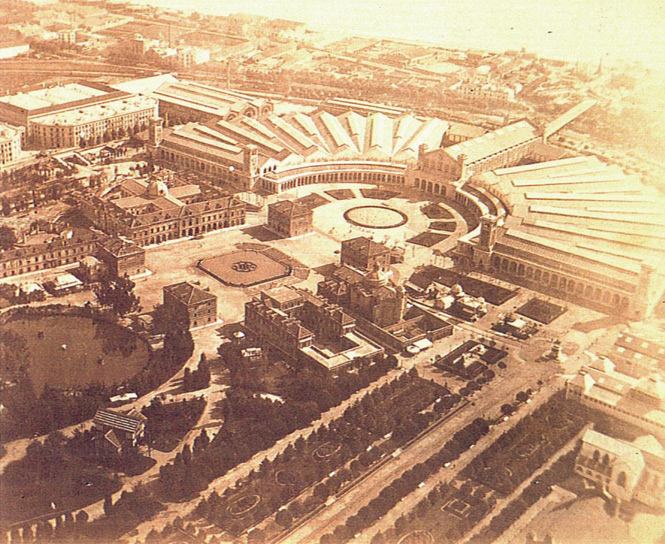
Vista aérea de la Exposición.

La Exposición Universal fue considerada un éxito, tanto por el número de visitantes como por el rendimiento económico, y la proyección internacional que le dio a Barcelona. Además, ayudó a urbanizar una gran zona de la ciudad. Planteada en un momento de depresión económica, revitalizó el sector de la construcción, y el número de visitantes proporcionó grandes ingresos a todos los sectores de la ciudad.
Económicamente se considera la Exposición de 1888 como el primer gran paso de la economía catalana hacia la europeización. En 1886, dos años antes del evento, se fundó la Cámara de Comercio, Industria y Navegación de Barcelona, con el objetivo de velar por los intereses de los industriales catalanes y aprovechar la Exposición para fomentar el flujo comercial con el extranjero —particularmente los países europeos—, en un momento en que la economía catalana se había limitado a comerciar con el mercado español.
Políticamente, la organización, desarrollo y éxito de la exposición confirmó el clima de buena relación entre la burguesía catalana y la monarquía recientemente restaurada en Madrid, pese a las críticas que generó entre el proletariado y los líderes republicanos y catalanistas.
La Exposición de 1888, el primer gran evento que se organizó en Barcelona, pasó a la historia como un modelo de desarrollo que posteriormente, en diferentes momentos históricos, volvió a aplicar la ciudad, organizando grandes eventos internacionales como la Exposición Internacional de Barcelona de 1929, el Congreso Eucarístico de 1952 o, más adelante, los Juegos Olímpicos de Barcelona 1992 y el Fórum Universal de las Culturas 2004.

## Críticas sociales y políticas a la Exposición

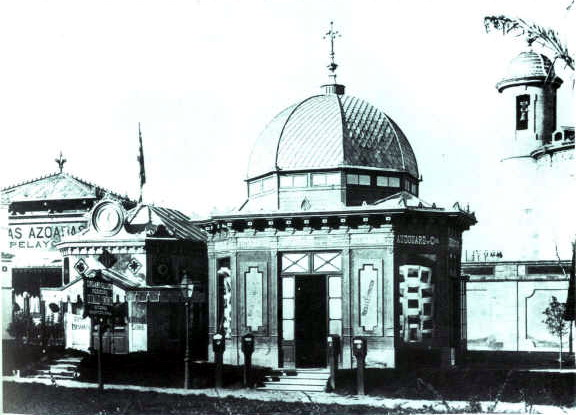
Pabellón de Pablo Audouard, fotógrafo oficial de la Exposición.

Pese a que la Exposición transcurrió con normalidad y fue valorada como un éxito, no estuvo exenta de críticas:
- La gran cantidad de obras llevadas a cabo durante los meses anteriores a la Exposición, no solo en el recinto ferial sino en otros puntos de la ciudad, movilizó a miles de trabajadores que trabajaron incansablemente y, en ocasiones, en difíciles condiciones. Todo ello contribuyó a incrementar la concienciación de los trabajadores que debían unir sus fuerzas para defender sus intereses y mejorar sus condiciones laborales. Muestra de ello es que en agosto de 1888, en plena celebración de la Exposición, se fundó en Barcelona el sindicato Unión General de Trabajadores (UGT), y poco después, el Partido Socialista Obrero Español (PSOE) celebró en Barcelona el primer congreso de su historia.[31]
- La Exposición provocó una gran inflación de precios en Barcelona, según publicaron los medios de comunicación de la época. La subida de precios generó insatisfacción en los ciudadanos y numerosas críticas en los periódicos.[32]
- Intelectuales y políticos republicanos y catalanistas, liderados por Valentí Almirall, se manifestaron públicamente en contra de la Exposición, por considerarla la expresión del pacto de la burguesía catalana con la monarquía centralista que, afirmaban, sería perjudicial para los intereses de Cataluña.[33]

## Otras muestras de 1888
Aquel año se celebraron otras cuatro grandes muestras internacionales, aunque ninguna otra llevó el nombre de Exposición Universal: fueron la Centennial International Exhibition celebrada en Melbourne (Australia); la International Exhibition de Glasgow (Escocia); el Grand Concours International des Sciences et de l'Industrie de Bruselas (Bélgica); y la Exposição Industrial Portugueza de Lisboa (Portugal).